# Сакура, собирательница карт
«Сакура, собирательница карт» (яп. カードキャプターさくら Ка:докяпута: Сакура, «Сакура — ловец карт») — манга, созданная группой художниц CLAMP и выпускавшаяся в ежемесячном журнале для девушек «Накаёси» с 1996 по 2000 год.
Сюжет повествует о 10-летней девочке по имени Сакура Киномото, которая после обнаружения у себя дома магической книги начинает искать Карты Клоу, обладающие волшебной силой. В общей сложности было опубликовано 12 томов. Телевизионный аниме-сериал, основанный на манге, показ которого прошёл в 1998—2000 годах по телеканалу NHK, состоит из 70 получасовых серий, скомпонованных в три сезона. Также были выпущены два полнометражных аниме-фильма и несколько специальных эпизодов.
В английском переводе манга выпускалась компанией Tokyopop с марта 2000 года по август 2003 года. Как только срок лицензии на выпуск манги у Tokyopop истёк, с октября 2010 года выпуском манги занялась компания Dark Horse Comics, получившая лицензию. На русском языке мангу выпускает XL Media.
Выпуском аниме-сериала под названием Cardcaptors в Северной Америке занималась компания Nelvana. Для всех 70 серий был осуществлён дубляж, однако версия, показанная по американскому телевидению, была сокращена до 39 серий. Сериал транслировался по таким каналам, как Kids' WB, Cartoon Network и Teletoon. В России 7 января 2018 года аниме лицензировал Wakanim.
Критики положительно отзывались о манге, отмечая творческий подход создателей и обозначая её как основополагающую мангу в жанре сёдзё. Аниме-сериал также был благоприятно встречен прессой, отмечавшей, что данное аниме может понравиться как детской зрительской аудитории, так и старшим зрителям. В 1999 году аниме завоевало Animage Grand Prix в категории «Лучшее аниме». Американская версия Cardcaptors была подвергнута критике, основной претензией являлось сокращение сериала, препятствующее пониманию сюжета.
В честь 20-летия манги запущен официальный сайт, а также анонсирована манга Cardcaptor Sakura — Clear Card, которая будет выходить всё в том же ежемесячном журнале «Накаёси», начиная с 3 июня 2016 года. 7 января 2018 года состоялся выход второго сезона.

## Сюжет
Десятилетняя Сакура Киномото находит в подвале дома волшебную книгу с Картами Клоу, которые когда-то были созданы могущественным волшебником Клоу Ридом. При попытке её открыть все карты внезапным порывом ураганного ветра разносятся по всему городу. Однако затем из книги появляется хранитель карт, Керберос. Рассказав Сакуре историю возникновения карт, он заявляет, что девочка должна всех их собрать. Она заключает с ним договор, в результате которого получает волшебную силу и особый ключ-посох, способный ловить Карты Клоу. После этого Сакура отправляется на поиски карт, каждая из которых имеет собственное имя и может существовать в двух формах: форме карты и форме стихии.
Через несколько месяцев в классе Сакуры появляется новый ученик, приехавший из Гонконга, Ли Сяолан. Он тоже обладает волшебной силой и поначалу пытается отнять у Сакуры все карты, которые она успела собрать. Сяолан становится соперником Сакуры в поиске Карт Клоу. Он испытывает непонятные ему самому чувства по отношению к возлюбленному Сакуры, Юкито. Несмотря на неоднозначные отношения, Сакура и Сяолан часто занимаются поиском карт вместе. Только в конце первого сезона Сяолан начинает испытывать нежные чувства к Сакуре и влюбляется в неё.
Вслед за Сяоланом из Гонконга приезжает его подруга детства и родственница Ли Мэйлин, которая влюблена в Сяолана. Мэйлин считает Сакуру соперницей, потому что Сяолан уделяет ей слишком много внимания. Спустя некоторое время Мэйлин уезжает обратно в Гонконг. Когда Сакура переводится в шестой класс, у неё меняется классный руководитель. Им становится загадочная Кахо Мидзуки, которая приехала из Англии. Мидзуки-сэнсэй постоянно оказывается там, где проявляются Карты Клоу. Это вызывает различные подозрения у Сяолана, а вот Сакура совсем ни о чём не догадывается, она просто обожает новую учительницу.
Несмотря на все трудности, Сакуре и Сяолану удаётся собрать все карты. Керберос обретает свою истинную форму (форму крылатого льва), а Юкито превращается в Юэ — Последнего Судью, в битве с которым должен быть выбран настоящий владелец Карт Клоу. Юэ побеждает Сяолана и отбирает все карты. В ходе битвы Сакура теряет сознание и узнаёт, что случится, если карты не будут водворены на место — каждый человек забудет того, кого любит больше всего на свете. Появляется Мидзуки-сэнсэй и пробуждает Сакуру Лунным Колоколом из её печального видения. Сакура побеждает и становится полноправной владелицей Карт Клоу.
После победы Сакура встречается с Клоу Ридом и тот наделяет её силой создательницы карт. Сакура больше не может использовать Карты Клоу и вынуждена превращать их в Карты Сакуры. При этом свойства карт несколько меняются, а на каждое такое превращение Сакуре приходится тратить много сил. После этого в класс Сакуры переводится новый ученик, Эриоль Хирагидзава. Он сильный волшебник и всё время создаёт опасные ситуации, в которых Сакуре приходится преобразовывать карты и использовать их для защиты себя и своих друзей. При этом Сакура долгое время не знает, кто является источником её неприятностей и в чём истинный замысел Эриола. В то же время Сакура решает признаться Юкито в своих чувствах. После разговора с Юкито она понимает, что любит его только как брата, и смиряется с его отказом. В конце сезона Сяолан признаётся Сакуре в любви, на которые она отвечает взаимностью в фильме «Cardcaptor Sakura Movie 2: The Sealed Card».

## История создания
«Поначалу мы планировали сделать её [Сакуру] ведьмой. Но чем больше мы об этом думали, тем больше нам хотелось создать нечто уникальное, не лишённое «магической» составляющей. Мы хотели создать что-то более оригинальное, чем просто ведьму с магическим жезлом. Тогда мы пришли к концепции Ловца карт. На тот момент никто из нас не думал о жанре махо-сёдзё».
Манга Cardcaptor Sakura первоначально задумывалась как короткая история, но в 1996 году была прекращена публикация ранее созданной CLAMP манги под названием Magic Knight Rayearth, которая издавалась в журнале Nakayoshi и была достаточно успешной. Главный редактор журнала попросил группу создать другую мангу для публикации в журнале, и группа CLAMP начала создавать произведение, противоположное Magic Knight Rayearth, о котором впоследствии члены группы говорили, что никогда ранее ничего подобного не создавали. Автор сценариев CLAMP, Нанасэ Окава, основным жанром произведения избрала махо-сёдзё, хотя она не очень разбиралась в этом жанре. Окава хотела, чтобы возраст главной героини был таким же, как у большинства читателей журнала Nakayoshi. У некоторых персонажей, таких как Томоё и Керберос, существовали прототипы из предыдущих произведений группы. Как только описания персонажей были окончательно разработаны Окавой, остальные члены группы CLAMP занялись созданием их изображений. В случае с Керберосом Окава хотела создать миниатюрный тип персонажа, который стал бы компаньоном Сакуры, а Цубаки Нэкои перед тем, как создать его окончательную версию, пробовала для него различные формы, включая собаку и белку. Сяолан и Тоя задумывались как второстепенные персонажи, задействованные также и в предыдущих работах CLAMP. В последующих работах коллектива Tsubasa: Reservoir Chronicle и ×××HOLiC присутствуют отсылки к произведению Cardcaptor Sakura — авторы намеревались установить связь между вымышленными вселенными своих работ.
Для манги рассматривались различные варианты названия, например Cardcaster Sakura или Card Character Sakura, затем Нэкои предложила окончательный вариант — Cardcaptor Sakura. Пока Окава занималась написанием сценария для манги, она не обсуждала с коллегами окончательный вариант сюжета, а просто периодически знакомила их со сценарием для каждого отдельного персонажа. Мокона, начавшая рисовать Томоё, поначалу предполагала, что Томоё будет влюблена в Тою, и была удивлена, когда получила сценарий персонажа, где говорилось, что Томоё испытывает романтические чувства к Сакуре. Окава хотела написать такую историю, которая бы понравилась не только большинству, и поэтому одной из особенностей манги являются однополые и запретные отношения. Позднее Окава говорила, что Сакура относилась к Томоё как к подруге и не испытывала романтических чувств к ней, и дело было не в том, что Томоё — девочка.
Окава попросила художниц, особенно Мокону, при рисовании использовать тонкие линии и попытаться выражать происходящее через изогнутые линии, а не через прямые. Стиль рисунка, унифицировавший всё произведение, был выбран с самого начала работы. Окава хотела, чтобы произведение получилось «лёгким и милым», поэтому просила художниц не использовать большое количество чернил и сделать страницы светлее. Было решено, что в манге будет изображено множество цветов, по этой причине Нэкои даже искала в книгах различные изображения цветов, а при рисовании пыталась избежать изображения одного и того же цветка более чем один раз в одной главе. Сацуки Игараси отмечала, что группе «никогда ранее не приходилось рисовать так много цветов в одной манге», однако они решили, что розы использоваться не будут. Поначалу группа CLAMP хотела включить в мангу сцены превращения Сакуры в волшебницу, но так как во многих мангах о девочках-волшебницах героини были одеты в одинаковую одежду, то группа решила, что Сакура будет носить разные костюмы; по их мнению, «девушке скучно постоянно одеваться в один и тот же наряд».

## Тематика
Джейсон Томпсон и Сайга Киёси отмечали, что основная тема манги Cardcaptor Sakura — любовь и человеческие отношения. В ней показаны многие формы любви, включая братскую любовь, детское увлечение, безответную любовь и настоящую любовь. Подчёркивался также тот факт, что «Сакура принимает любовь в различных её проявлениях». В нескольких главах создатели даже пренебрегали показом Карт Клоу, чтобы сфокусировать внимание читателя на отношениях между Сакурой и окружающими её персонажами. Каждое такое чувство было представлено создателями таким, каким они его видели, при этом группа CLAMP старалась показать всё так, чтобы избежать критики за некорректность показа. В частности, романтические отношения между школьницей Рикой Сасаки и её учителем Ёсиюки Тэрадой представлены как совершенно невинные и взаимные чувства, хотя с другой точки зрения подобные отношения можно рассматривать как отклонение. Зак Бертши писал, что эмоциональность произведения сочетается с ироничностью.
Дени Кавалларо сравнивает произведение с воспитательным романом, созданным в «эмоциональной и яркой формах», и описывает его как «хронику соблазнов, которые должны испытать дети на пути к взрослой жизни». В отличие от других представителей жанра, например, «Сейлор Мун», Сакура не превращается в более зрелую и мужественную героиню, а, напротив, остаётся ребёнком на протяжении всего сюжета. Автор также отмечает нетипичность персонажа Керо, который верит в то, что «поиск карт важен как для Сакуры, так и для него самого». Подчёркивая схожесть Карт Клоу с картами Таро, Кавалларо пишет, что данная параллель была проведена авторами сознательно, чтобы выделить скрытую тему судьбы, которая меняется в лучшую или худшую стороны в зависимости от того, насколько хорошо Сакура справляется с поиском карт. Схожесть Карт Клоу с картами Таро подчёркивал также и Джейсон Томпсон.

## Музыкальные темы
Для аниме-сериала было создано 6 музыкальных композиций.
- Catch You Catch Me — первая открывающая композиция. Исполняет Мэгуми Хината[13].
- Tobira wo Akete — вторая открывающая композиция. Исполняет ANZA[14].
- Platinum — третья открывающая композиция. Исполняет Маая Сакамото[15].
- Groovy! — первая закрывающая композиция. Исполняет Хиросэ Коуми[16].
- Honey — вторая закрывающая композиция. Исполняет Тихиро[17].
- Fruits Candy — третья закрывающая композиция. Исполняет Мэгуми Кодзима[18].

Также было создано 3 композиции для анимационных фильмов.
- Tōi Kono Machi de — закрывающая композиция фильма Cardcaptor Sakura: The Movie. Исполняет Наоми Каитани[19].
- Ashita e no Melody — закрывающая композиция фильма Cardcaptor Sakura Movie 2: The Sealed Card. Исполняет Тяка[20].
- Okashi no Uta — композиция для фильма Leave it to Kero![21].

## Медиа-издания

### Манга

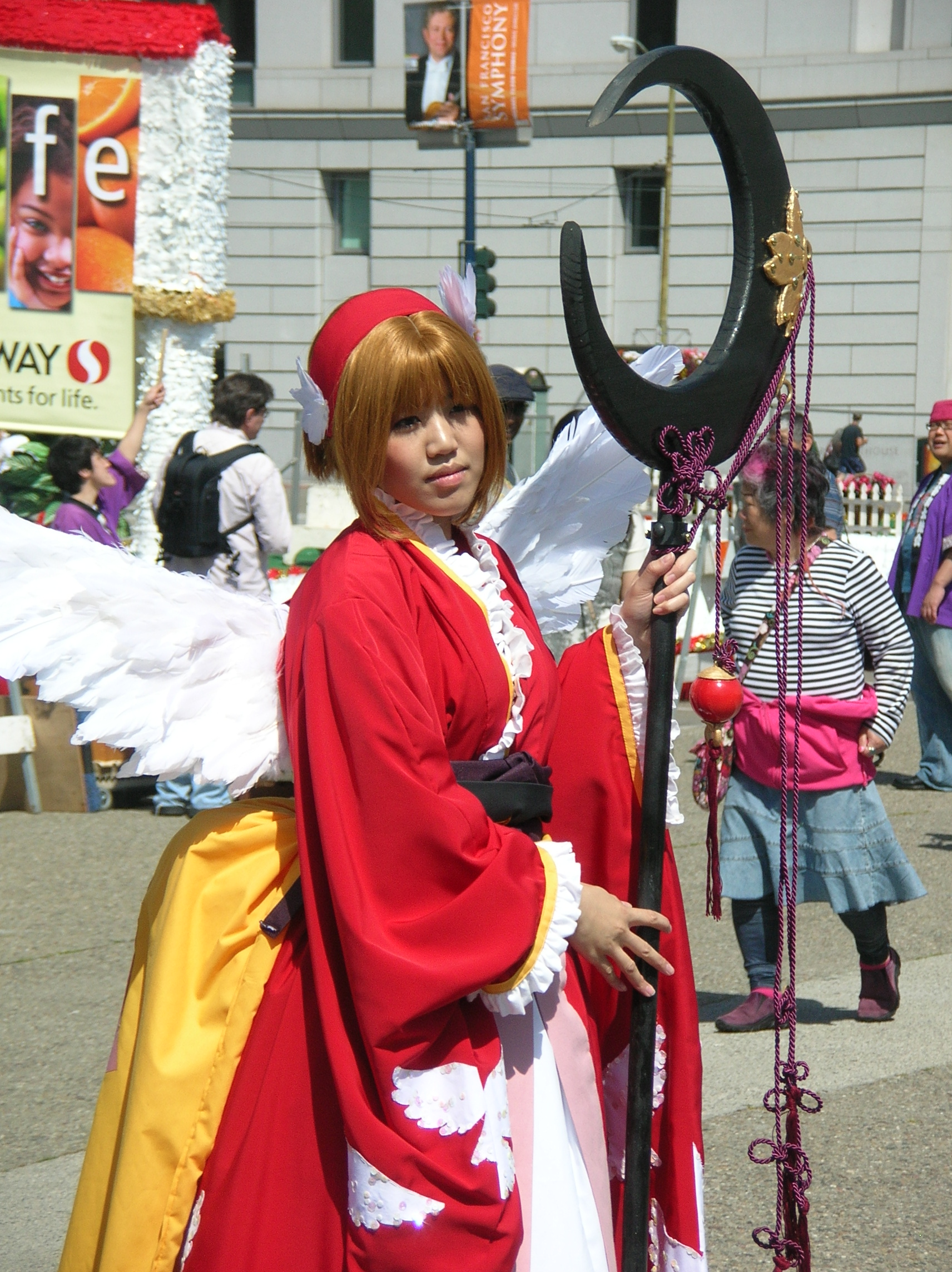
Косплей Сакуры

Манга Cardcaptor Sakura была написана и проиллюстрирована художницами группы CLAMP, и выпускалась в ежемесячном журнале сёдзё-манги Nakayoshi в период с мая 1996 года по июнь 2000 года. Отдельные главы были собраны и опубликованы в 12 танкобонах издательством Kodansha; первый танкобон вышел в свет 22 ноября 1996 года, последний — 31 июля 2000 года. Также издательство Kodansha с мая 2000 по июль 2001 года выпускало первые шесть томов одновременно на японском и английском языках, что являлось частью эксперимента, призванного помочь японским детям в изучении английского языка. Позднее серия манги на английском языке была лицензирована компанией Tokyopop для продаж в Северной Америке, и издательство Kodansha прекратило выпуск двуязычных изданий. В период с 5 марта 2004 года по 2 февраля 2005 года издательством Kodansha выпускалось переиздание оригинальной манги в твёрдом переплёте.
Компания Tokyopop занималась выпуском манги до августа 2003 года. Первоначально компанией было выпущено шесть томов, подстроенных под западный формат — текст в манге читался не справа налево, как при традиционном японском порядке чтения манги, а слева направо. Позднее все эти тома были переизданы в двух сборниках, каждый из которых содержал три тома, с восстановленным оригинальным порядком чтения, и в последующих томах порядок также был сохранён. Тома с седьмого по двенадцатый были выпущены Madman Entertainment под заголовком Master of the Clow, который задумывался сотрудниками Tokyopop изначально. Компания Madman Entertainment использовала английский перевод, созданный Tokyopop, чтобы выпускать мангу в Австралии и Новой Зеландии. Издательство Dark Horse Comics опубликовало английское издание манги в четырёх однотомниках, по три изначальных тома в каждом. Первый такой однотомник был выпущен в октябре 2010 года, второй — в июле 2011 года, и третий — в январе 2012 года. Манга также была лицензирована местными издательскими компаниями во многих странах мира: во Франции (Pika Édition), в Италии (Star Comics), в Германии (Egmont Manga & Anime), в Бразилии (Editora JBC), на Тайване (Ever Glory Publishing), в Испании (Ediciones Glénat), в Аргентине (Editorial Ivrea) и в Мексике (Editorial Toukan).

### Аниме
70-серийное аниме, созданное студией Madhouse на основе оригинальной манги и разделённое на 3 сезона, было показано по японскому телевидению. Показ первого сезона, состоящего из 35 серий, проходил с 7 апреля по 29 декабря 1998 года. Второй сезон, содержащий всего 11 серий, демонстрировался между 6 апреля и 22 июня 1999 года. Третий сезон, содержащий 24 серии, показывался с 7 сентября 1999 года по 21 марта 2000 года. Группа CLAMP принимала активное участие в создании аниме-адаптации своего произведения; Нанасэ Окава участвовала в составлении сценария аниме, Мокона наблюдала за созданием костюмов и дизайна Карт Клоу. Сериал также транслировался за пределами Японии по спутниковому каналу Animax и позже распространился среди соответствующих телесетей по всему миру. В конце 90-х годов сериал был выпущен компанией Bandai Visual на видеокассетах, лазерных дисках, и DVD-дисках. В 2009 году компанией Geneon Entertainment аниме было выпущено также и в формате Blu-ray.
Компания Nelvana приобрела лицензию для дистрибуции аниме на территории Северной Америки, сериал был дублирован на английский язык и выпущен под названием Cardcaptors. Первоначальная версия дубляжа полностью и без изменений охватила все 70 серий, однако затем имена некоторых персонажей были изменены, часть японского текста была подстроена под английский вариант, а спорные моменты (такие как однополые отношения) были вырезаны. Песни в открывающей и закрывающей заставках также были переведены и исполнены на английском языке, а оригинальная музыка и звук в сериале были полностью переделаны. Сериал транслировался в Австралии по каналам Network Ten и Cartoon Network, в Германии (Fox Kids), в Ирландии (RTÉ Two), в Великобритании (CiTV), в Канаде (Teletoon) и в других странах мира. В Южной Азии сериал транслировался по каналу Animax. В Германии первые 24 серии были лицензированы компанией Universum Anime и выпускались на 6 DVD-дисках в период с 14 ноября 2005 года по 9 октября 2006 года.
В Соединённых Штатах Америки сериал Cardcaptors впервые транслировался с 17 июня 2000 года по 14 декабря 2001 года по каналу Kids' WB. Версия, показанная по этому каналу, была сильно урезана, серии были переставлены местами, а некоторые из них вообще не вошли в показ. Сделано это было для того, чтобы сериал стал интересен мужской аудитории, так как она являлись основной зрительской аудиторией канала. Первая серия Cardcaptors называлась Sakura’s Rival («У Сакуры появляется соперник!»), которая в оригинальной версии сериала была восьмой по счёту, таким образом показ начался с появления в сериале Сяолана. В общей сложности сериал насчитывал 39 серий с нарушением исходного порядка их показа, но всё же он завершился показом оригинальной последней серии («Сакура и её истинные чувства»). Имена персонажей также были изменены: Сакура Киномото получила имя Сакура Авалон, Томоё Дайдодзи — Медисон Тайлор, а Кахо Мидзуки — Лайла Маккензи.
С ноября 2000 года по июль 2002 года выпуском Cardcaptors занималась компания Pioneer Entertainment, выпустившая сериал на 9 видеокассетах и на дисках DVD. Этой же компанией на 18-ти DVD-дисках была выпущена полная оригинальная версия сериала Cardcaptor Sakura в исходным озвучиванием на японском языке с английскими субтитрами. 

### Анимационные фильмы
Студия Madhouse создала два 82-минутных анимационных фильма в качестве дополнения к аниме-сериалу. Первый фильм под названием Cardcaptor Sakura: The Movie был выпущен 21 августа 1999 года. Действие фильма происходит между первым и вторым сезонами аниме: Сакура и её друзья отправляются в Гонконг, где сталкиваются с мстительным духом, когда-то пострадавшим от рук Клоу Рида. Фильм был выпущен на VHS, LD, и DVD в Японии в феврале 2000 года. Nelvana выпустила фильм на английском языке, сохранив исходное название и сюжет. Как и в случае с аниме-сериалом, Pioneer Entertainment выпустила фильм полностью, включив в него оригинальное озвучивание с английскими субтитрами. Обе версии фильма были выпущены на VHS и DVD в марте 2002 года.
Второй фильм Cardcaptor Sakura Movie 2: The Sealed Card был выпущен в Японии 15 июля 2000 года. В нём показано окончание аниме-сериала; Сяолан возвращается в Токио в надежде получить ответ Сакуры на признание в любви, а Сакура в свою очередь сама собирается признаться ему, но всё прерывается внезапным появлением 53-й Карты Клоу. Фильм был выпущен в форматах LD (в ограниченном издании) и DVD в январе 2001 года, и в формате VHS в июле того же года. Выпуском фильма в Северной Америке занималась компания Pioneer Entertainment, а английский дубляж с сохранением всех имён персонажей был сделан Bang Zoom! Entertainment. Оба фильма выходили в Северной Америке, пока осенью 2007 года Pioneer Entertainment, переименованная к тому времени в Geneon Universal Entertainment, не прекратила их прямое распространение. Также был создан дополнительный короткометражный фильм Leave it to Kero!, являющийся театрализованным дополнением ко второму фильму.

### Аудиодиски
В качестве анонса к сериалу Kodansha в августе 1997 года выпустило объёмный компакт-диск под названием CD Comic Cardcaptor Sakura, содержащий две песни, исполненных сэйю Сакуры и Томоё и фонограммы радиопостановок. По мотивам сериала были созданы две аудиопьесы, первая из них, Sakura to Okaa-san no Organ, была создана по сценарию, написанному Нанасэ Окавой, и выпущена в июле 1998 года. В ней описывается сон Сакуры, в котором её мать играет на музыкальном инструменте, а затем Сакура думает, что ей написать о своей матери для школьного проекта. Вторая аудиопьеса, Sweet Valentine Stories, была выпущена в феврале 1999 года, в ней описывался один обычный день из школьной жизни Сакуры и её одноклассниц. Четыре сборника музыки из сериала выпускались с июля 1998 по март 2000. Они включали в себя фоновую музыку и основные песни из сериала. Две звуковые дорожки были созданы специально для анимационных фильмов, первая из них была издана в августе 1999 года, вторая — в августе 2000 года.
Шесть синглов в исполнении сэйю Сакуры, Тои, Кербероса, Томоё, Юкито и Сяолана были выпущены в июне 1998 года, каждый сингл содержал короткое музыкальное вступление. Альбом с песнями персонажей под названием Cardcaptor Sakura Character Songbook был выпущен в январе 1999 года и содержал как звуковые дорожки из предыдущих синглов, так и новые композиции, исполненные различными сэйю. Альбом под названием Tomoeda Elementary Choir Club Christmas Concert, выпущенный в декабре 1999 года, состоял из семи песен, исполненных детским хором, в пяти из которых звучал голос Дзюнко Ивао, озвучивавшей Томоё. Сборник из 4 компакт-дисков Complete Vocal Collection, содержащий основные песни сериала, звуковые дорожки синглов, ремиксы песен а также новую музыку, был выпущен в феврале 2001 года. Альбом, содержащий песни из сериала и фильмов, был выпущен компанией Victor Entertainment в декабре 2001 года. Сборник музыки Cardcaptors: Songs from the Hit TV Series из сериала Cardcaptors был выпущен Rhino Entertainment в сентябре 2001 года.

### Видеоигры
На основе сериала и фильмов всего было создано 10 видеоигр, которые были выпущены для различных игровых консолей, включая портативные. Жанр игр варьировался, здесь присутствовали и приключенческие, и ролевые игры. Первой игрой стала Cardcaptor Sakura: Itsumo Sakura-chan to Issho!, выпущенная 15 мая 1999 года, а последней на текущий момент является игра Cardcaptor Sakura: Sakura-chan to Asobo!, выпущенная 2 декабря 2004 года.
| Название                                                    | Дата выпуска         | Разработчики и издатели           | Игровая платформа |
| ----------------------------------------------------------- | -------------------- | --------------------------------- | ----------------- |
| Cardcaptor Sakura: Itsumo Sakura-chan to Issho!             | 15 мая 1999 года     | Выпущена MTO                      | Game Boy Color    |
| Animetic Story Game 1: Cardcaptor Sakura                    | 5 августа 1999 года  | Разработана и выпущена Arika      | PlayStation       |
| Cardcaptor Sakura: Sakura to Fushigi na Clow Cards          | 2 декабря 1999 года  | Разработана Sims, выпущена Bandai | WonderSwan        |
| Cardcaptor Sakura: Tomoyo no Video Daisakusen               | 28 декабря 2000 года | Разработана и выпущена Sega       | Dreamcast         |
| Cardcaptor Sakura: Clow Card Magic                          | 27 января 2000 года  | Разработана и выпущена Arika      | PlayStation       |
| Tetris with Cardcaptor Sakura: Eternal Heart                | 10 августа 2000 года | Разработана и выпущена Arika      | PlayStation       |
| Cardcaptor Sakura: Tomoe Shōgakkō Daiundōkai                | 6 октября 2000 года  | Выпущена MTO                      | Game Boy Color    |
| Cardcaptor Sakura: Sakura Card de Mini-Game                 | 12 декабря 2003 года | Разработана и выпущена TDK        | Game Boy Advance  |
| Cardcaptor Sakura: Sakura Card-hen Sakura Card to Tomodachi | 23 апреля 2004 года  | Выпущена MTO                      | Game Boy Advance  |
| Cardcaptor Sakura: Sakura-chan to Asobo!                    | 2 декабря 2004 года  | Выпущена NHK Software             | PlayStation 2     |

### Другое
Издательство Kodansha выпустило шесть графических альбомов, один из которых содержал рисунки, созданные дизайнером персонажей сериала Cardcaptor Sakura Кумико Такахаси. Три альбома, основанные на манге, назывались Cardcaptor Sakura Illustration Collection и выпускались с августа 1998 года по декабрь 2000 года, а три других альбома под названием Cheerio!, основанные на аниме-сериале, выпускались с апреля 1999 года по сентябрь 2000 года. Набор 52 Карт Клоу был выпущен в августе 1999 года, а в марте 2000 года была издана книга Clow Card Fortune Book, где приводились примеры их использования в качестве аналога карт Таро. Книга Cardcaptor Sakura Memorial Book была опубликована в феврале 2001 года и содержала различные иллюстрации из манги, интервью, а также информацию о фирменных товарах, основанных на серии. Четыре аналогичных книги, каждая из которых именовалась Complete Book, выпускались в 1999—2000 годах.
Аниме-комиксы Cardcaptor Sakura, созданные авторами манги, в десяти томах публиковались с августа 1998 года по ноябрь 2000 года. Они покрывали первые два сезона аниме, хотя некоторые эпизоды в них были пропущены. Позднее, с марта 2001 по февраль 2002, публиковались ещё три тома, покрывшие аниме до 59 серии (некоторые эпизоды тоже были пропущены). Также на основе сериала были созданы и опубликованы четыре книги с картинками, и четыре книжки с наклейками.

## Восприятие критикой

### Манга
Манга Cardcaptor Sakura была популярна среди японских читателей и занимала место в пятёрке лидеров продаж в то время, когда выходила в свет; после окончания публикации произведение продолжало фигурировать в списках бестселлеров. Таким образом, Cardcaptor Sakura стала одной из наиболее известных представителей жанра «махо-сёдзё» наравне с «Сейлор Мун» и Magic Knight Rayearth. В 2001 году манга получила награду Seiun Award как «Лучшая манга». В 2002 году оригинальное произведение вошло в программу фестиваля Shoujocon, посвящённого анимации и комиксам для девушек. Персонажи произведения становились объектами косплея. Шенон К. Гэррити из The Comics Journal определила мангу как основополагающее произведение в жанре сёдзё, и похвалила развитие сюжета, начинающееся, по её мнению, со второй половины манги. Кристофером Бутчером из Comics212 манга Cardcaptor Sakura была обозначена как «переломная работа» в искусстве создания манги. В обзоре Manga Life от Лизы Андерсон сюжетные линии, связанные с взаимодействием между персонажами, были обозначены, как представляющие особый интерес. Андерсон отметила, что манга отличается «большим разнообразием», подразумевая большое количество костюмов главной героини. Манга получала положительные отзывы за глубину сюжета. По мнению обозревателя из Anime News Network Роберта Энгьюена, Cardcaptor Sakura это необычная сёдзё-манга, которая «акцентирует внимание читателя на чувствах и эмоциях персонажей». Джейсон Томпсон, сравнивая оригинальную мангу с «Сейлор Мун», отнёс Cardcaptor Sakura к жанру сёдзё в чистом виде, тогда как «Сейлор Мун», по его мнению, несколько напоминает сёнэн.
В энциклопедии Manga: The Complete Guide Мэйсон Темплар заявил, что Cardcaptor Sakura «не просто лучшая манга для детей, а ещё и одно из лучших произведений манги, доступных на английском языке». Он похвалил группу CLAMP за креативность и проницательность, за то, что они создали мангу, которая «отлично распространялась среди публики» и за «историю, которая наполнена теплом, радостью и изумлением и является чем-то большим, чем просто набор глав». Манга упоминалась критиками, которые обозначали её, как привлекательную, а иногда даже чересчур привлекательную, при этом Лиза Андерсон отмечала, что произведение «имеет большое сходство с Magic Knight Rayearth, и при всей своей прекрасности оно наполнено драматизмом». Художественный стиль манги положительно отмечался критиками — Энгьюен выделял детализованность и «прекрасно прорисованные изображения Карт Клоу», а в обзоре Tanuki Manga было высказано мнение, что от начала и до конца произведения «чувствуется рука мастера». О самих картах говорили, что они «искусно сочетают в себе магическую выдумку и реальность».

### Аниме
Аниме стало популярным среди японских телезрителей, несмотря на то, что транслировалось в непривычное для многих время. Аниме Cardcaptor Sakura завоевало Animage Grand Prix и было признано лучшим аниме 2000 года; в 2001 году в аналогичном списке сериал занял 2-е место. В 2001 году сериал занял 46-е место в списке 50 лучших аниме по версии журнала Wizard. В мае 2000 лазерные диски с аниме занимали верхние позиции в продажах и были даже на первом месте. DVD-сборник, состоящий из 18 дисков, занимал восьмое место среди самых продаваемых DVD в Японии по состоянию на июнь 2000 года. Согласно рейтингу компании TV Asahi, аниме заняло 69-е место в списке Top 100 Anime (рус. «100 лучших аниме») за 2005 год, а в аналогичном списке 2006 года располагалось уже на 44-м месте. Сотрудник журнала Animerica Кевин Леу считал, что аниме имеет «утончённый вкус», что позволяет ему нравиться как маленьким детям, так и более взрослой аудитории. По мнению Такаси Осигуити, аниме примечательно привлекательными персонажами, а также похвалы заслуживает стиль рисунка. Он также считал, что аниме «специально создано» для мужской аудитории, и при этом серия была привлекательна у поклонников за счёт уникального стиля CLAMP, включавшего в себя «наличие харизматичных злодеев, появлявшихся в нужное время» и необычный элемент появления на главной героине каждый раз нового костюма. По мнению Винни Чоу, уровень анимации был «намного выше среднего для телевизионных сериалов», и особого внимания заслуживают сцены, где Сакура использует магию, которые отличаются уникальностью благодаря разным костюмам.
Зак Бертши из ANN похвалил Cardcaptor Sakura за чётко выраженный жанр махо-сёдзё и за «сочетание смешного, умного, красивого, трогательного и захватывающего в одном»; Бертши назвал аниме «лучшим шоу махо-сёдзё, которые когда-либо существовало»; похожее мнение высказал Джейк Годек из THEM Anime. Анимация была охарактеризована, как «необычайно динамичная», отмечался дизайн персонажей и необычайный уровень детализации, имеющий место даже в сценах с большим количеством действия. И хотя аниме было признано достаточно шаблонным, это не умаляло радости от его просмотра. Аниме Cardcaptor Sakura, нацеленное в основном на детскую аудиторию, хвалили за «наличие элементов, которые благоприятно воспринимаются каждым независимо от пола и возраста». Положительно была оценена также и музыка — Годек назвал открывающую и закрывающую заставки «бодрыми, весёлыми и прекрасно сочетающимися с общей привлекательностью сериала».
Сериал Cardcaptors, показанный по каналу Kids' WB, был плохо встречен критиками. Джейк Годек назвал его «худшей вещью, которая была создана на основе хорошего японского произведения», а о дубляже отозвался, как об «одном из худших, если не самом худшем переводе для телепрограммы». Он также раскритиковал сокращение сериала, сказав, что в результате этого «был разрушен сюжет», считая, что все не вошедшие в показ серии были нужны для того, чтобы полностью понять произведение. Адам Арнольд из Animefringe в обзоре первого DVD-диска Cardcaptors высказал мнение, что это «ни больше не меньше, чем просто попытка испортить любимое поклонниками аниме», а о дубляже сказал, что он «вообще не имеет ничего общего с оригиналом». Порядок показа серий был также раскритикован Арнольдом, в результате начала показа с оригинальной восьмой серии «осталось непонятным происхождение персонажей». Однако он всё же одобрил тот факт, что серии остались практически нетронутыми, и отметил голоса Карли Маккиллип (Сакура) и Риса Хубера (Сяолан), сказав, что это «были единственные голоса, выделявшиеся на фоне всего остального». Дариус Вашингтон в обзоре Ex.org также говорил о значительных расхождениях между оригиналом и Cardcaptors; в частности, он выразил недоумение заменой оригинального названия на Cardcaptors. Он писал, что с самого начала сериала герои просто ищут карты, и никаких пояснений ни о них самих, ни об их мотивации не даётся. Вашингтон более позитивно отозвался о дубляже, заметив, однако, что голос Сакуры «немного староват для 10-летней девочки».